# Перјамош
Перјамош (рум. Periam) је село и једино насеље истоимене општине Перјамош, која припада округу Тимиш у Републици Румунији.

## Положај насеља
Село Перјамош се налази у источном, румунском Банату, у Поморишју, на 30 километара удаљености од Србије. Од Темишвара село је удаљено око 60 км. Сеоски атар је у равничарском делу Баната, близу Мориша.
Почетком 20. века у месту живи 65 православних Срба.

## Прошлост
По "Румунској енциклопедији" место се помиње 1332. године. Власник насеља "Пријамус" тада је Имре Бечеји. Током сељачке буне Ђерђ Доже 1514. године насеље је уништено. Године 1657. пописано је у селу само седам кућа. Немци су колонизовани у више наврата, 1723, 1749, 1756-1762, и 1764-1765. године. Истовремено власт гони Србе и Влахе да се одселе другде и препусте земљу насељеницима. Због велике поплаве реке Мориша село је премештено на нову, данашњу локацију.
Констатовао је 1774. године аустријски царски ревизор Ерлер да је то место у Модошком округу, Чанадског дистрикта. Становништво је било претежно влашко. Године 1797. Перјамош је парохијска филијала Светог Петра.

## Становништво
По последњем попису из 2002. године село Перјамош имало је 4.464 становника, од чега Румуни чине 85%. До пре 50ак година село је било претежно насељено Немцима, који данас чине свега 5% становништва. Срби су такође присутни у насељу и чине око 1%. Последњих деценија број становништва опада.